# Гамбург-Ізерброк
Ізерброк (нім. Iserbrook) — частина району Альтона вільного та ганзейського міста Гамбург. Відноситься до передмість Ельби (нім. Elbvororte). На заході межує з Зюльдорфом, на сході з Осдорфом, а на півночі з землею Шлезвіг-Гольштейн і містом Шенефельд. На півдні межує з Бланкенезе та Нінштедтеном.